# أيت براييم
قبيلة سوسية في جهة سوس ماسة درعة، وتنطق بالاسم الأمازيغي المختصر (أيت براييم)، تحدها شرقا قبيلة أولاد جرار، وشمالا مدينة تيزنيت وقبيلة أكلو، وغربا قبيلة أيت الساحل وأيت بوبكر التابعة لاتحادية قبائل أيت باعمران، وجنوبا قبيلة الاخصاص، وتشتهر بمعلمتها التاريخية وهي زاوية بونعمان التي ذكرها المختار السوسي في كتابه (الرسائل البونعمانية)، وتنقسم أيت إبراهيم إلى ستة مناطق وهي :
- أيت سيدي إبراهيم أو علي
- أيت تيغانيميـن
- أيت درعـة
- أيت بونعمـان
- أيت الرك الكبير
- أيت كرزوكـن
1. ومن مداشرها

- أكادير ندرن
- ابحـري
- ايسيـل
- أكادير زكاغن
- بونعمـان
- ايماتـرزن
- أيت واسـون
1. ومن قصباتها وزواياها

- زاوية سيدي الغازي
- زاوية بونعمان : مدرسة وزاوية عتيقة ناصرية الطريقة ومرقد مؤسسها وليها الصالح سيدي مسعود بونعمان
معالم من تاريخ أيت ابراييم:
أيت براييم قبيلة تقع في جنوب شرق تيزنيت، شاركت كغيرها من قبائل سوس الأقصى في مختلف الأحداث السياسية الهامة التي توالت على المنطقة منذ بداية القرن 19م منها
- حركة القائد أغناج الحاحي في عهد السلطان مولاي سليمان العلوي
- زيارة السلطان مولاي الحسن الأول العلوي التي عين بمناسبتها الشيخ يحيى البراييمي قائدا على قبيلته في 13 شعبان 1299هـ
- حركة الشيخ أحمد الهيبة بن ماء العينين التي انخرطت فيها قبيلة أيت ابراييم كسائر قبائل سوس الأقصى
- مشاركة قبيلة أيت ابراييم في مواجهة حملات جيوش الاحتلال الفرنسي، التي توالت على سوس منذ انهزام أتباع أحمد الهيبة في معركة سيدي بوعثمان، ومن جملة هذه الحملات حركة القائد حيدة بن مايس، وحملة الجنرال دو لاموط التي شارك فيها قياد حوز مراكش وهوارة وحاحة وشتوكة
وفي مجال المعرفة اشتهرت قبيلة أيت ابراييم بمدرستين علميتين عتيقتين وزوايا تقع بترابها وهم
1. - المدرسة البونعمانية: انظر الشريحة أسفله
2. - المدرسة البوعبدلية: ومن أشهر فقهائها الشيخ المحفوظ الأدوزي التي تولي التدريس فيها من 1314هـ إلى 1331هـ
3. - زاوية بني نعمان البكريين : وكانت لها شهرة بين القرنين 7 و8 هـ، حيث اندثرت حاليا ولم يبق منها إلا قباب مشيدة على أضرحة بعض الصالحين منهم